# Фабијан Естојаноф
Фабијан Лари Естојаноф Пођо (шп. Fabián Larry Estoyanoff Poggio; Монтевидео, 27. септембар 1982) је уругвајски фудбалер који тренутно наступа за Феникс. Игра на позицији десног крила.
Естојаноф је са очеве стране пореклом из околине Софије у Бугарској. Његов деда, Димитар Стојанов, емигрирао је у Уругвај после Балканских ратова.

## Успеси
Пењарол
- Прва лига Уругваја  (6) : 2003,[5] 2008. Клаусура[6] 2021/13,[7] 2017,[8] 2018,[9] 2019. Апертура[10]
- Суперкуп Уругваја  (1) : 2018,[11] (финале: 2019)[12]
- Копа либертадорес: (финале: 2011)[13]

 Ел Наср
- Саудијска професионална лига (1) : 2014/15.[14]
- Куп Саудијске Арабије: (финале: 2015)[15]
- Суперкуп Саудијске Арабије: (финале: 2015)[16]

 Уругвај
- Копа Америка:  2004.[17]